# ペトラ・マーカム
ペトラ・マーカム（Petra Markham, 1947年3月17日 - ）は、イギリス出身の女優である。

## 出演作品

### テレビ
- ホテル・バビロン
- リッピング・ヤーン
- ドクター・フー

### 映画
- Cemetery Junction
- Love's Labour's Lost
- The Hireling
- 青春は悲しみの淵に
- 狙撃者
- 日曜日は別れの時
- ポンペイ殺人事件
- 恐怖との遭遇